# 百戦百勝は善の善なる者に非ず
百戦百勝は善の善なる者に非ず（ひゃくせんひゃくしょうはぜんのぜんなるものにあらず）は、古代中国からの故事成語。

## 概要
常に戦いに勝つというのは最善の戦略ではないということである。なぜなら勝っていても戦うたびに味方は兵も物量も消耗していくからである。このため戦わないで敵を屈服させることができるならば、これが最善の戦略であるということである。

### 孫子の兵法
これは孫子の兵法からの言葉である（「百戦百勝、非善之善者也」『孫子』謀攻第三）。戦争とは国家の大事であり死活問題であり国の存亡の分かれ道であるから絶対にしてはならないが、もしするならば絶対に勝たなければならず、そのためにはどんな手段を使ってもよいというのが孫子の兵法である。孫子の基本的な考え方は、戦いにおいては自分の国や軍隊をできるだけ傷付けずに済ませるのが最善であるとしている。このため敵と戦って相手を打ち破るならば必ず損害を伴うため次善の策であるとしている。このため百回戦って百回勝つのは最善ではなく次善であり、戦わないで勝つというのが最善なのである。
現代のビジネスの場においても孫氏のこの言葉通りに経営を行うことができる。たとえばライバルの企業と競争をしていたら疲弊してしまうため、それならばそのライバルの企業を吸収合併するというふうにである。大手企業と張り合ったならば潰されてしまうため、それならば一緒にやることを模索するというふうにである。会社で学んでいた人物がその会社を去ってからその会社でのコンテンツで同じビジネスを始めて競合他社になってしまうことがあるのだが、この場合は相手をたしなめたり邪魔をしたり訴えたりを業界ではされているのだが、それよりも相手と共存共栄の道を探し一緒に仕事をできるようにすることも孫氏のこの言葉に適う。